# 新普里斯坦
47°27′21″N 31°26′13″E / 47.45583°N 31.43694°E
新普里斯坦（烏克蘭語：Новопристань），是烏克蘭的村落，位於該國南部尼古拉耶夫州，由沃茲涅先斯克區負責管轄，面積0.98平方公里，海拔高度79米，2001年人口146，人口密度每平方公里148.5人。